# Diga Shasta
La diga Shasta anche nota come diga Kennett è una diga ad arco a gravità che fu costruita nel 1938 lungo il corso del fiume Sacramento nella parte settentrionale della California nella omonima valle del Sacramento. La diga funge principalmente da bacino idrico e ha la funzione di laminare la portata del corso d'acqua. Il lago che forma la diga prende il nome di lago Shasta. La diga fornisce anche corrente elettrica tramite 5 turbine. Con una altezza di 602 piedi (183 m) la diga Shasta fa parte delle dighe più alte degli Stati Uniti d'America.